# Cristo Rei

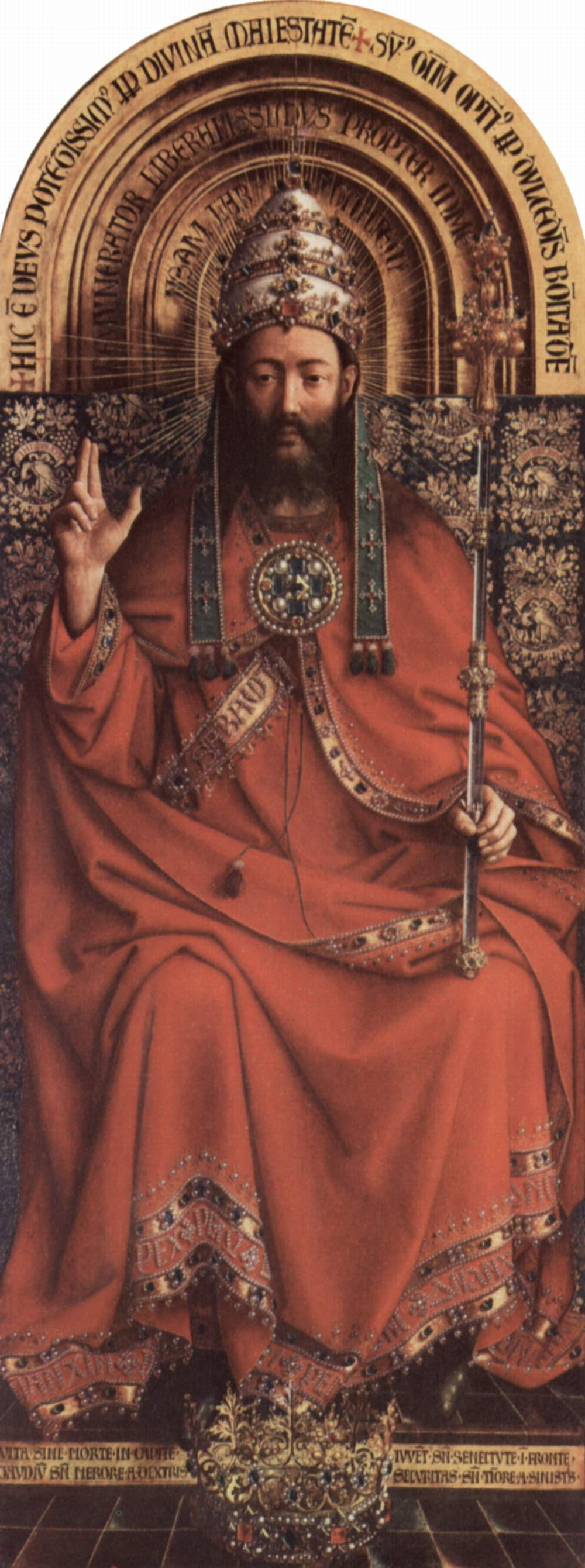
Cristo Rei, um detalhe da obra de Jan van Eyck.

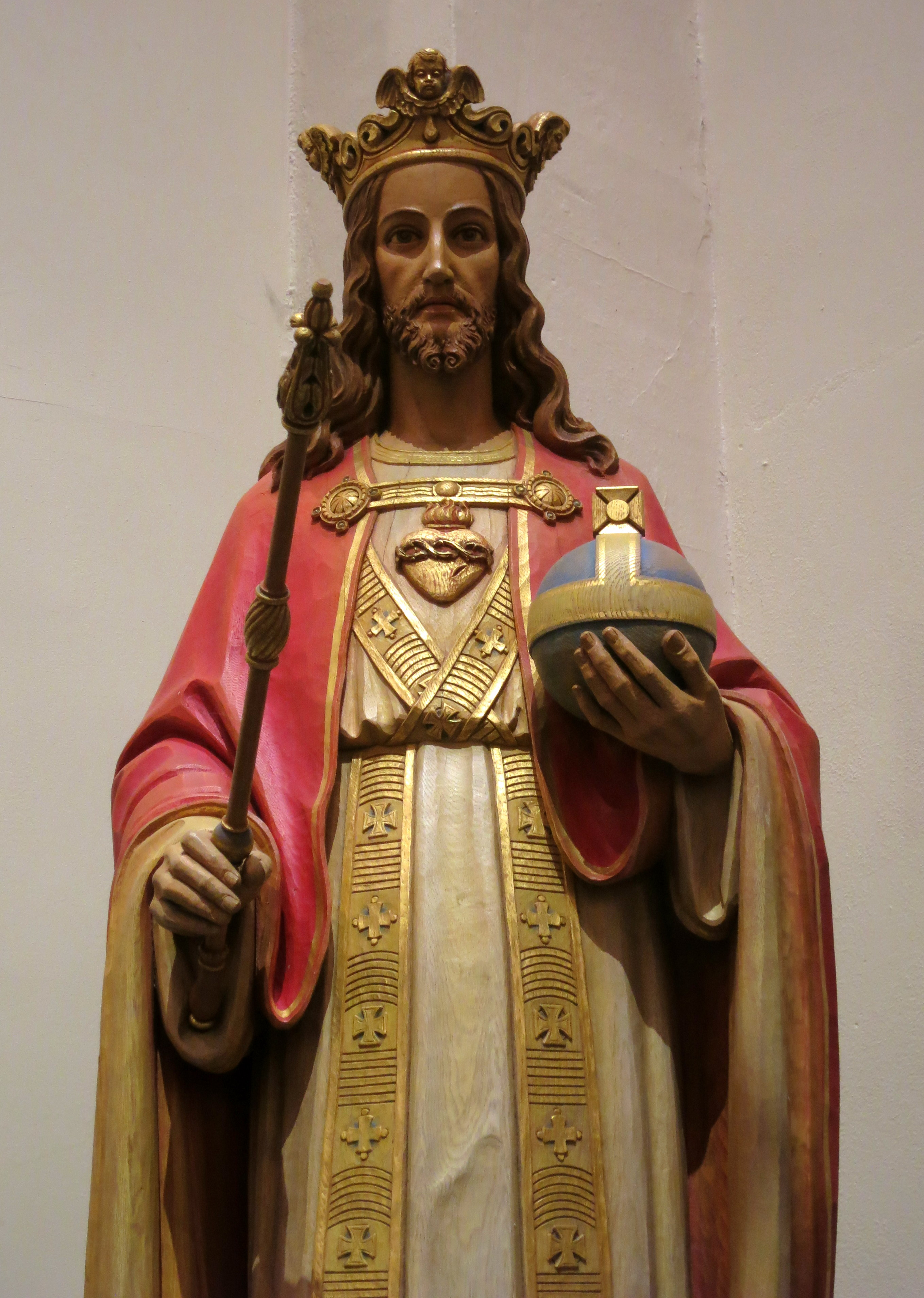
Cristo Rei, Catedral da Imaculada Conceição, (Peoria, III).)

Cristo Rei é um título de Jesus baseado em várias passagens bíblicas e, em geral, usada por todos os cristãos. A Igreja Católica, a Igreja Anglicana, bem como várias outras denominações cristãs protestantes, incluindo os presbiterianos, luteranos e metodistas, celebram, em honra de Cristo sob este título, a Festa de Cristo Rei no último domingo do ano litúrgico, antes que o novo ano comece com o primeiro domingo do Advento, podendo cair entre 20 e 26 de Novembro. A inauguração do Santuário Nacional de Cristo Rei em Portugal foi no dia 17 de maio de 1959.

## Origens do termo
As principais ideias sobre o reinado de Cristo estão expressas na encíclia Quas Primas do Papa Pio XI, publicada em 1925 e em diversos documentos do Vaticano. O Papa Pio XI instituiu esta solenidade em 1925 com o intuito de contra-arrestar o crescimento de correntes de pensamento laicistas que se opunham aos valores cristãos. Cristo é o rei do universo, e deve reinar na sociedade. Seu reino é um reino de justiça, de paz e amor. Não há paz no mundo porque não há paz nas consciências. Apenas Cristo é capaz de conduzir o ser humano aos seus valores mais altos, reinando em suas almas e seus corações. 
As origens do reconhecimento do reinado de Cristo se encontram no próprio evangelho. Cristo não reina de acordo com categorias humanas, o seu reinado, esclarece, não é deste mundo. A Cristo pertence o Reino de Deus. Em um importante diálogo com Pilatos, durante o seu juízo, afirma o seu reinado. “Tu és Rei?” Pergunta Pilatos diante no tribunal. “Tu o dizes, eu sou rei. Para isso nasci e vim ao mundo, para dar testemunho da verdade. Todo aquele que é da verdade escuta minha voz” (Jo 18,37). Jesus é rei da verdade. Pilatos pergunta-lhe: “O que é a verdade?” Mas não espera a resposta. (É comum em nossa vida perguntar as coisas para Deus e não querer saber a resposta). O que é esta verdade que é a identificação com Ele próprio? “Eu sou a Verdade e a vida” (Jo 14,6). Ser verdade para Jesus é ser Ele próprio o testemunho da vontade do Pai: Estabelecer no mundo o domínio da misericórdia amorosa da qual o Pai é a fonte. “Graças a esta vontade é que somos salvos” (Hb 10.10). Durante sua vida procura unicamente fazer a vontade do Pai: “E a vontade do que me enviou é esta: Que eu não perca nenhum de todos aqueles que me deu, mas que eu o ressuscite no último dia” (Jo.6,39).

## Usos da denominação
O título "Cristo Rei" é frequentemente usado para denominar igrejas, escolas, seminários, hospitais, companhias de navegação e institutos religiosos. Cristo Rei é Jesus Cristo de Nazaré para os protestantes. O termo também foi utilizado por movimentos políticos, como Realistas franceses durante a Rebelião de Vendeia, Cristeros mexicanos que combateram o governo anticlerical do Presidente Plutarco Calles e os guerrilheiros de Cristo Rei - organização paramilitar espanhola — que combateu o governo Franco. 